# Josep Amat i Pagès
Josep Amat Pagès (Barcelona, 13 d'abril de 1901 – 17 de gener de 1991), conegut de jove com a Pin fou un pintor, un dels referents de la pintura catalana del segle xx, dedicat principalment als paisatges urbans. Enquadrat en l'impressionisme o postimpressionisme, però un cop mort, amb perspectiva de tota la seva trajectòria, és considerat més independent i més proper al fauvisme.
Va ser un membre del grup d'artistes i intel·lectuals que formaven la tertúlia «la Colla», que va estar molt activa en les dècades posteriors a la Guerra Civil espanyola, quan es reunien en el restaurant Agut o en El Canari de la Garriga de Barcelona. Olga Sacharoff va plasmar aquesta tertúlia en un quadre en el qual va retratar més d'una quarantena d'intel·lectuals de l'època que hi assistien.
Després de la seva mort, Amat ha seguit mereixent reconeixements, com ara la dedicació per part de l'Ajuntament de Barcelona l'any 1997 d'una plaça, just al costat on havia estat el seu domicili i el seu taller del carrer Juli Verne, o bé els diversos actes organitzats a Barcelona, Sant Feliu de Guíxols i Girona l'any 2001 amb motiu del centenari del seu naixement.

## Biografia
Neix a Barcelona al núm 9 del carrer Muntaner. Estudia als Escolapis del carrer Diputació i el 1917 comença estudis de dibuix a l'Ateneu Obrer del Carrer Tallers, que dirigia Nicanor Vázquez Ubach. El 1920 Ingressa a l'Escola de Belles Arts de Barcelona (Llotja), on va ser alumne de Fèlix Mestres i Francesc Labarta.
El 1924 coneix el pintor Joaquim Mir i a partir de llavors passa algunes temporades a la casa d'en Mir a Vilanova i la Geltrú. El 1928 fa la seva primera exposició individual a la Sala Dalmau de Barcelona i el 1929 exposa al Centre de Lectura de Reus.
Va ser cofundador de l'Associació d'Art formada per alumnes de la Llotja, fundada el 1926, junt amb els pintors Josep Barrenechea, Lola Bech i Beltran, Teresa Condeminas i Soler, Carmel Davalillo, Teresa Fábregas i Puig, Francesc Galofré i Suris, Lola Masalles, Manuel Rocamora, Josepa Serraviñals i Furió, Ricard Tárrega i Maurici Vallsquer, entre d'altres.
El 1932 participa en l'Exposició de Primavera: Saló de Montjuïc, al Palau Nacional de Barcelona, on és premiat. Hi presenta obres realitzades a Cervelló. El 1933 i 1935 hi tornarà a exposar i la Junta d'Adquisicions (de la Generalitat de Catalunya i l'Ajuntament de Barcelona) li compra obra. Exposició a les Galeries Laietanes. Primera visita a Sant Feliu de Guíxols. Exposició a les Galeries Syra.
El 1933 exposa dibuixos a les Galeries Iquino de Barcelona i visita per primera vegada Sant Feliu de Guíxols, on coneix a Isabel Girbau, amb qui es casa a Sant Feliu el 17 de juny de 1936, sent Joaquim Mir el padrí de noces. El matrimoni s'instal·la en una torreta de Sant Gervasi de Barcelona, al carrer de Juli Verne núm. 25. El 1938, durant un bombardeig aeri de Barcelona, neix la seva filla Isabel; el 1940 el seu segon fill, Josep, i el 1941, el seu tercer fill, Joan. Va destinar a taller un pis de casa seva, però Amat pinta normalment a l'aire lliure, en aquell mateix jardí, en els carrers de la ciutat o en ambients rurals. En un reportatge sobre el pintor publicat a Destino el 1940, Amat diu al periodista que li agrada pintar «els carrers de ls ciutats populoses, els mercats i les fires dels petits pobles, escenes de la vida rústica, els traçats del camins tortuosos, les planícies fèrtils, amb els seus arbres fruiters i el pagesos que es perden en la vastitud dels camps, les llargues fileres d'arbres […] Sempre paisatges que no siguin massa espectaculars i des de punts de vista normals […] Poques vegades […] sense empremtes de vida humana.»
El 1934 exposa dibuixos a les Galeries Syra i pintures a la Pinacoteca, on exposa de nou dos anys més tard.
Després de la Guerra Civil, el 1940 comença a exposar regularment a la Sala Parés on hi exposarà fins al 1988 en que es realitza la seva última exposició. També va exposar a Madrid, Bilbao, París i Brussel·les. Obté la 3ª medalla en l' Exposición Nacional de Bellas Artes de Madrid. Neix el seu fill Josep Amat Girbau.
El 1942 exposa en el Salón de Otoño a Barcelona. És nomenat professor de paisatge a l'Escola Superior de Belles Arts de Sant Jordi de Barcelona. A l'Exposició Nacional de Belles Arts de Barcelona Obté el segon diploma.
El 1949 fa una Ilarga estada a París.
El 1951 rep el primer premi de dibuix a la Primera Bienal Hispanoamericana de Arte de Madrid. Exposa a la Sala «Vayreda» de Barcelona.
El 1953 obté el premi «José Ramón Ciervo» a la Segunda Bienal Hispanoamericana de Arte de La Havana (Cuba).
Exposa als salons municipals de Sant Sebastià. Exposa a les Galeries «Georges Giraux» de Brussel·les.
El 1955 obté el Gran Premi «Sant Jordi» de la Diputació de Barcelona.
El 1962 es trasllada a viure a una torreta del Putxet, al carrer de Manacor núm. 10, ja que la casa del carrer Juli Verne ha de ser enderrocada per l'obertura de la Ronda del General Mitre. La seva esposa Isabel pateix una caiguda a Sant Feliu i queda impossibilitada, el 1970 es jubila de professor de l'Escola Superior de Belles Arts de Barcelona i el 1976 es trasllada a un altre pis del Passeig de Sant Feliu des d'on pintarà moltes vistes des del balcó.
El 1978 supera un atac de cor, tot i que pot seguir pintant, però el 1985 té una embòlia que li afecta el braç i la cama esquerra, que li redueix la mobilitat i li dificulta el poder pintar.
El 1981 ingressa a la Reial Acadèmia de Belles Arts de Sant Jordi. El discurs d'ingrés versa sobre la «Història del paisatge». És presentat por Joan Anton Maragall.
El 1985 pateix una embòlia que li afecta quasi totalment el braç i la cama esquerres i ja no es recuperarà. Uns mesos més tard torna a pintar, tot i les dificultats del seu estat, pintant fins pocs mesos abans de la seva mort.
El 1990 mor la seva esposa i ell mor a Barcelona l'any següent, essent enterrat a Sant Feliu de Guíxols.

## Homenatges

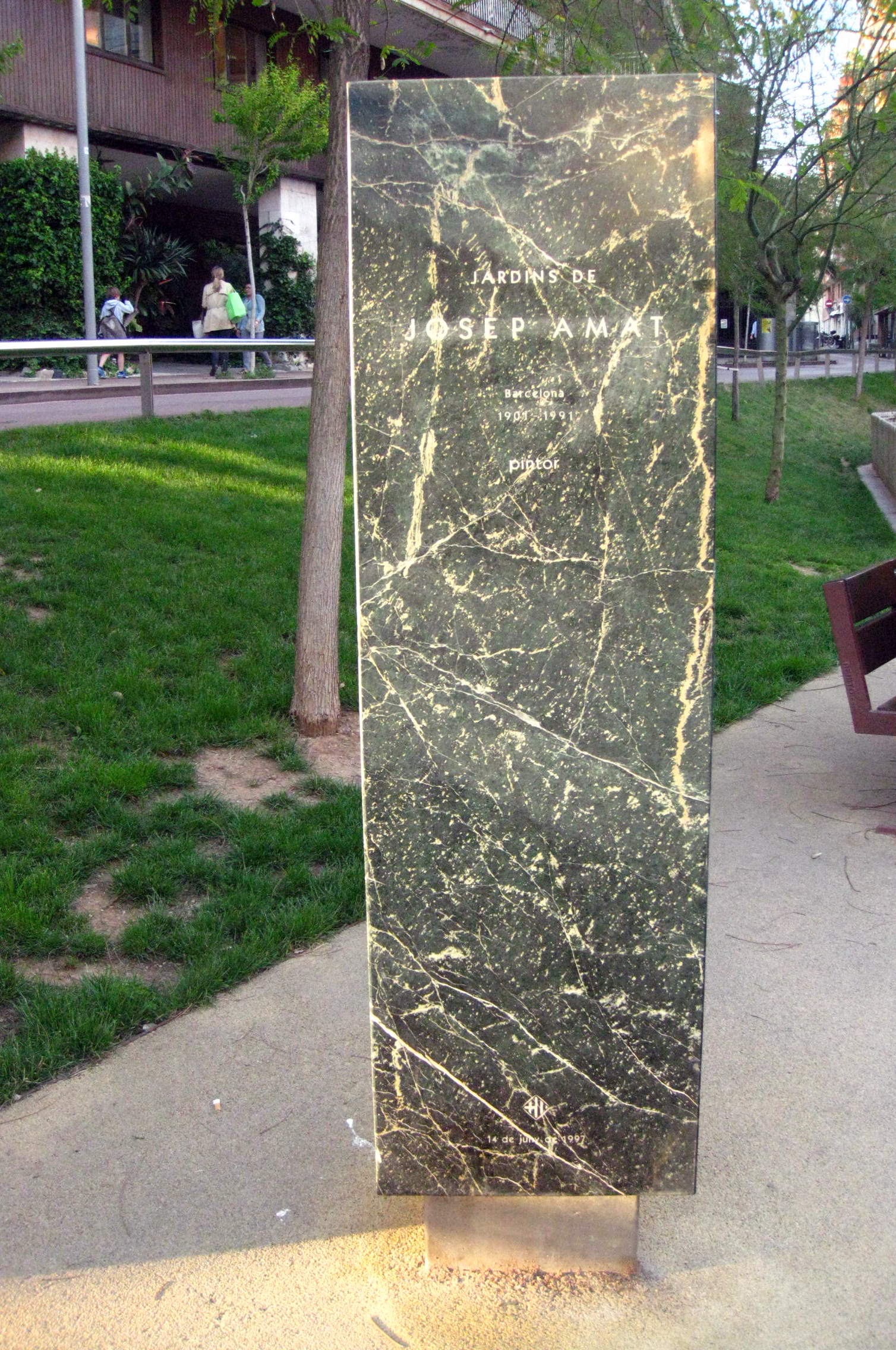
Marbre als Jardins de Josep Amat, a la Ronda General Mitre (El Putget i Farró, Barcelona).

El 1970 i 1980 es fan exposicions d'Homenatge a Sant Feliu de Guíxols i el 1980 l'Ajuntament d'aquesta població li dedica un carrer.
El 14 de juny de 1997 l'Ajuntament de Barcelona li dedica uns jardins al barri del Putget i Farró, districte de Sarrià Sant Gervasi.
El 16 de desembre de 1992 el MNAC en la seva exposició Un any d'adquisicions donacions exposa les obres El raval i Le Bateau-mouche incorporades als seus fons.
El 2001, amb motiu del centenari del seu naixement, l'Ajuntament de Barcelona li dedica una exposició homenatge a l'Espai Pruna, l'Ajuntament de Sant Feliu de Guíxols, una exposició homenatge al Monestir, i la Fundació Amat una altra a la Casa Amatller de Barcelona.
El 2004 el MNAC exposa la seva obra Vista de París, de 1935, que forma part de la Col·lecció Carmen Thyssen-Bornemisza d'art català.
El 13 de febrer de 2016, dia del 25è aniversari de la seva mort, la Fundació Amat va organitzar una exposició-homenatge a la Sala Parés de Barcelona, on Amat va exposar al llarg de quasi cinquanta anys. El 13 d'abril, aniversari del seu naixement, es va celebrar un acte d'homenatge a l'Institut d'Estudis Catalans. A Sant Feliu de Guíxols, població on va desenvolupar una gran part de la seva obra, les exposicions Josep Amat. Les llums del Passeig, de gener a desembre i al llarg de més de 50 anys del 16 de juliol al 5 d'agost, i posteriorment Josep Amat íntim, del 6 d'agost al 10 de setembre. Finalment, del 3 de novembre al 1 de desembre l'exposició: Paris vu par le peintre catalan Amat al Centre d'Études Catalanes de Paris.

## Premis i distincions
1930 - És premiat al concurs «Muntanya de Montserrat».
1931 - És premiat a l'exposició: «Barcelona vista pels seus artistes».
1933, 1934, 1935 i 1936 - És premiat a l'exposició: «Saló de Primavera de Barcelona».
1933 - És premiat  a l'Exposició del Nu, organitzada pel Cercle Artístic de Sant Lluc (Barcelona).
1934 - Obté una medalla de l'Exposició Nacional de Barcelona”
1940 - Obté la 3ª medalla en l' Exposición Nacional de Bellas Artes de Madrid.
1941 - Obté la 3ª medalla a l'Exposición Nacional de Belles Artes de Barcelona.
1942 - Obté un diploma a la l'Exposición Nacional de Bellas Artes de Barcelona, amb l'obra Paseo de mar.
1944 - Obté el premi « Diputació de Barcelona» en l'Exposición Nacional de Bellas Artes de Barcelona.
1951 - Primer premi de dibuix a la Primera Bienal Hispanoamericana de Arte de Madrid.
1953 - Premi «José Ramón Ciervo» a la Segunda Bienal Hispanoamericana de Arte de L'Havana (Cuba).
1955 - Gran Premi «Sant Jordi» de la Diputació de Barcelona.
1963 - Premi «Ynglada Guillot» de dibuix.
1981 - Medalla d'Or del Fons Internacional de Pintura de Barcelona.
1987 – Creu de Sant Jordi de la Generalitat de Catalunya, «[p]el conjunt de la seva obra artística, de caràcter impressionista, que respon a una visió lluminosa i viva del paisatge ciutadà, amb tres vessants fonamentals que corresponen a la crònica urbana de Sant Gervasi, a una plasmació de les realitats nobles i populars de la Barcelona antiga i a una interpretació molt personal d'aspectes de la ciutat de París».

## Fundació Amat
El dia de Sant Jordi del 2001 es va constituir la Fundació Pintor Josep Amat, abreviadament anomenada Fundació Amat, amb la finalitat de promoure l'estudi, conservació i divulgació de l'obra realitzada pel pintor Josep Amat i Pagès. La seva seu està situada a la casa on va viure el pintor, al carrer de Manacor, 10, al barri del Putxet i el Farró de Barcelona. A la façana de la casa hi ha un mural ceràmic d’Olga Sacharoff, cuit per Josep Llorenç Artigas, tots dos veïns del barri.